# Esch-sur-Alzette (kanton)
Esch-sur-Alzette är en  kanton i sydvästra Luxemburg, i distriktet  Luxemburg. Huvudstad är Esch-sur-Alzette.
Kantonen består av följande 14 kommuner. 
- Bettembourg
- Differdange
- Dudelange
- Esch-sur-Alzette
- Frisange
- Kayl
- Leudelange
- Mondercange
- Pétange
- Reckange-sur-Mess
- Roeser
- Rumelange
- Sanem
- Schifflange